# Зеравшанский ледник
Зеравша́нский ледни́к — долинный древовидный ледник в Таджикистане, самый крупный в Гиссаро-Алае.
Ледник состоит из основного потока и 20 крупных ледников-притоков. Область питания ледника лежит на стыке Туркестанского, Алайского и Зеравшанского хребтов, на высотах до 5200 м. Длина ледника составляет 27,8 км, площадь — 132,6 км². Фирновая линия лежит на высоте 4000 м, конец языка спускается до 2810 м и даёт начало реке Матча — истоку Зеравшана. На протяжении последних десятилетий ледник отступает.
Впервые ледник был пройден в августе 1880 года экспедицией Ивана Васильевича Мушкетова.

## Топографическая карта
- Лист карты J-42-22 Коргон. Масштаб: 1 : 100 000. Состояние местности на 1978 год. Издание 1985 г.